# Р’льех
Р’льех или Р'лайх (англ. R’lyeh) — вымышленный город, впервые упомянутый Говардом Филлипсом Лавкрафтом в рассказе «Зов Ктулху» (1928). С тех пор Р’льех стал неотъемлемой частью мифологии Лавкрафта и Мифов Ктулху. Р’льех описан в «Некрономиконе» Лавкрафта и «Cthaat Aquadingen» Брайана Ламли.

## Описание

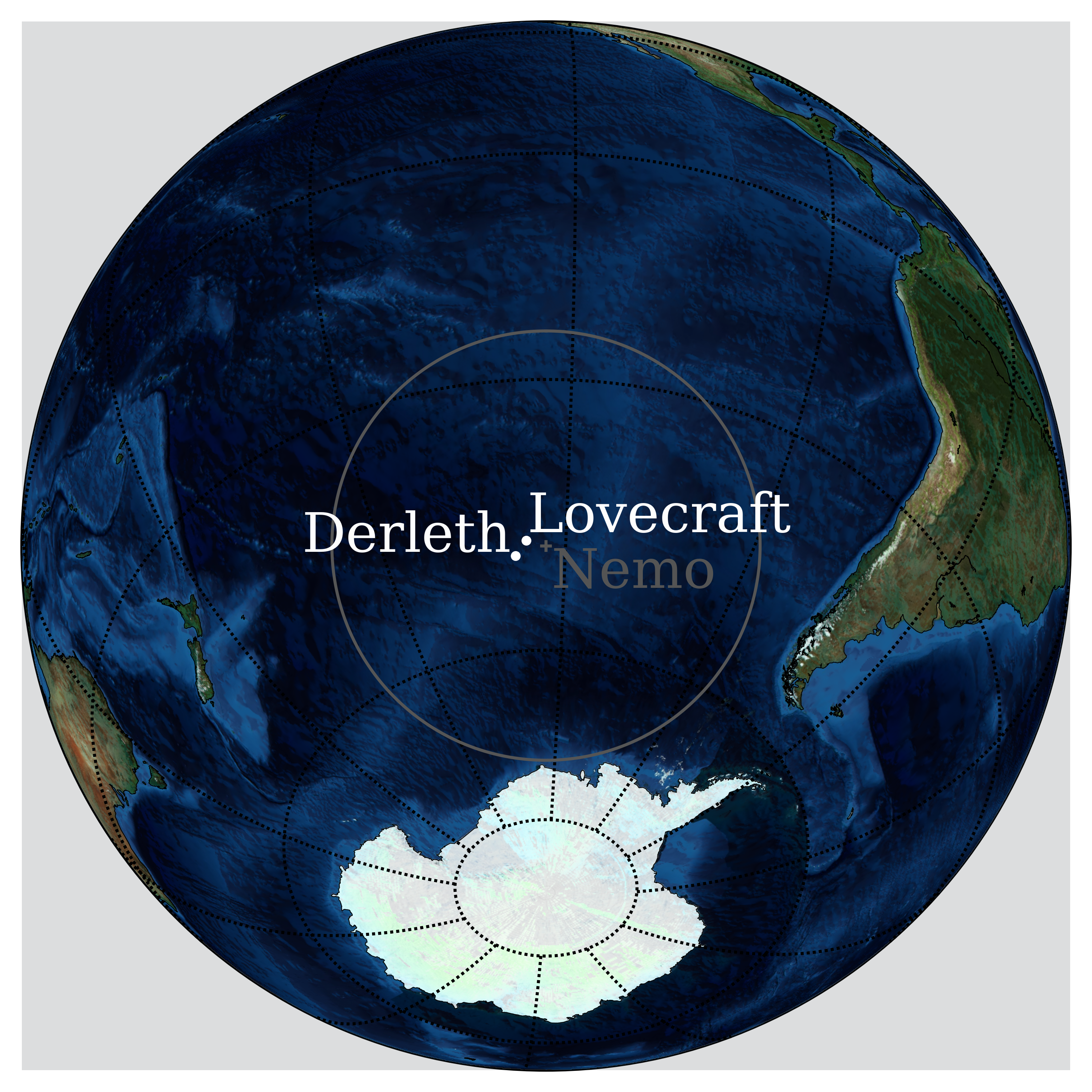
Р’льех расположен в одной из самых больших областей Земли, лишённых суши

Лавкрафт так описывает Р'льех в рассказе «Зов Ктулху»:
Величайший ужас земли — кошмарный город-труп Р'льех, построенный в доисторические времена гигантскими отвратительными созданиями, спустившимися с темных звезд. Там лежит Великий Ктулху и его несметные полчища, укрытые в зеленых илистых усыпальницах. Выступает только самая верхушка чудовищной, увенчанной монолитом цитадели. Остальные части уходят так глубоко, что вызывают мысли о самоубийстве. Космическое величие этого влажного Вавилона древних демонов вызывало ужас. Это не могло быть творением нашей или же любой другой земной цивилизации. Там были немыслимого размера каменные блоки и потрясающей высоты огромный резной монолит. Футуристический город состоял из поверхностей, углов и плоскостей слишком больших, чтобы их создали на нашей планете, вдобавок они были покрыты жуткими нечестивыми иероглифами. Геометрия пространства была аномальной, неэвклидовой, наполненной сферами, измерениями, отличными от привычных нам. Матросы шли по илистому берегу этого чудовищного акрополя и стали, скользя, карабкаться вверх по титаническим, сочащимся влагой блокам, которые никак не могли быть лестницей для смертных. Даже солнце на небе выглядело искаженным в миазмах, источаемых этой погруженной в море громадой, а искаженная угроза и опасность злобно притаилась в этих безумных углах высеченного камня, где второй взгляд ловил впадину на том месте, на котором первый обнаруживал выпуклость. У подножия монолита была огромная резная дверь с барельефами в виде кальмара-дракона. Было не ясно лежит ли она плоско, как дверь-люк, или стоит косо, как дверь внешнего погреба, поскольку геометрия здесь была совершенно неправильной. Нельзя было с уверенностью сказать, расположены море и поверхность земли горизонтально или нет, поскольку относительное расположение всего окружающего фантасмагорически менялось. В этом фантастическом мире призматического искажения, плита резного портала двигалась совершенно неестественно, по диагонали, так что все правила движения материи и законы перспективы казались нарушенными. Мрак дверного проема казался почти материальным, он вырывался наружу, как дым после многовекового заточения. Из открывшихся глубин донесся невыносимый смрад и отвратительный хлюпающий звук. Оттуда, неуклюже громыхая и источая слизь, появилось Оно и наощупь стало выдавливать свою зеленую, желеобразную безмерность через черный дверной проем в испорченную ядовитою атмосферу безумною города.
Р’льех (произносится /ˈɹu.li.a/ или /ɹɪl.ˈai.ɛ/) — потусторонний и многомерный город-мертвец, что находится меж миров. У него неевклидовая геометрия, со сдвигами перспективы, что могут заставить наблюдателя не понимать, где вертикальная плоскость, а где горизонтальная. Город представляет собой панораму «огромных углов и каменных поверхностей. Он слишком велик, чтобы принадлежать чему-либо правильному и подобающему этому миру. На стенах высечены барельефы с ужасными изображениями и тревожными иероглифами. Циклопическая геометрия Р’льех «ненормальна, неевклидовая, а также всюду стоит отвратительный запах, характерный для сфер и измерений, отличных от нашего». Странная архитектура города делает пешую навигацию затруднительной и коварно дезориентирующей; поверхности, которые кажутся плоскими, на самом деле могут быть наклоненными, а углы каменной кладки, которые на первый взгляд кажутся выпуклыми, на самом деле могут быть вогнутыми. Лавкрафт подразумевает, что Р’льех построен в большем числе измерений, чем способен воспринимать человеческий разум, поэтому люди видят Р’льех искажённым. В Р’льех погребён под толщей воды Ктулху. Предположительно город был создан Старцами или Древними богами. В настоящее время он затоплен и находится на дне Мирового океана (на иллюстрации показаны местоположение Р’льех по версиям Лавкрафта и Дерлета).
В начале рассказа утверждается, что чувствительные люди способны воспринимать зов Ктулху и видят Р’льех во снах. Первое описание города дано со слов скульптора Генри Энтони Уилкокса.
Служители Культа Ктулху верят, что однажды звёзды займут нужное положение и Р’льех вновь поднимется со дна. Они ждут этого момента, чтобы при помощи древних ритуалов освободить Ктулху. Они транслируют идеологию о том, что, находясь в заточении в Р'льех, Ктулху в конечном итоге однажды вернется и тогда настанет Конец света. Сектанты по всему миру часто поют фразу: «Пх’нглуи мглв’нафх Ктулху Р’льех вгах’нагл фхтагн» (англ. Ph'nglui mglw'nafh Cthulhu R'lyeh wgah'nagl fhtagn), примерный перевод которой: «В своём доме в Р’льех мёртвый Ктулху спит, ожидая своего часа».
В финале норвежский моряк Густав Йохансен описывает экспедицию в город: «Береговая линия из мешанины грязи, ила и зарослей покрывала циклопическую каменную кладку, которая может быть не чем иным, как осязаемой субстанцией величайшего ужаса земли — кошмарного города-трупа Р'льех...». Единственная часть города, которую посещают моряки, — это одинокая «ужасная цитадель, увенчанная монолитом», в которой погребен Ктулху. Очевидцы поражаются необъятности города и пугающей многозначительности гигантских статуй и барельефов.

### В творчестве Лавкрафта
Лавкрафт впервые упоминает Рльех в рассказе «Зов Ктулху» (1928).
Лавкрафт упоминает в повести «Тень над Иннсмутом» (1931) Рльех в фразе из рассказа «Зов Ктулху».
Лавкрафт пишет в повести «Хребты безумия» (1936), что Р'льех чрезвычайно древний: он был построен в палеозойскую эру. Это была морская столица Старцев, которую захватили Потомки Ктулху, а после он затонул в результате древнего катаклизма.
Лавкрафт упоминает в рассказе «Врата серебряного ключа» (1933) р’льехский язык (англ. R’lyehian), который, вероятно, относится к Акло.
Лавкрафт пишет в повести «Курган» (1940), что жителям подземного города К'нан известен Р'льех и они полагают, что город был призван на Землю расой «космических дьяволов», враждебных Ктулху.

## Значение и критика
Р'льех характеризуется причудливой архитектурой, напоминающей неевклидову геометрию, которая затрудняет передвижения по городу. В какой-то момент моряки «бесконечно карабкался по гротескному каменному наклону – то есть можно было бы назвать это восхождением, если бы эта плоскость не была горизонтальной – и моряки задались вопросом, какая же дверь может быть столь огромной». Во-вторых, один из моряков «был поглощен углом каменной кладки, которого там не должно было быть; углом, который был острым, но вел себя не так, как если бы он был тупым».

Математик Бенджамин К. Типпетт пишет, что эти наблюдения согласуются с «исследованием пузыря искривленного пространства-времени». Неевклидовая геометрия и теории Эйнштейна фигурируют в работах Лавкрафта как весьма странный элемент. Критики Пол Халперн и Майкл К. Лабоссьер отмечают:
Вместо того, чтобы наука расширяла границы и включала в себя подлинные сверхъестественные явления посредством появлению совершенно новых теорий, предполагаемые сверхъестественные явления вместо этого объясняются в научных терминах с помощью уже существующей модели природы. Таким образом, наука не столько охватывает сверхъестественное, сколько сводит его к проявлению естественного. Увлекательный подход Лавкрафта к науке и сверхъестественному дополнительно иллюстрируется тем фактом, что он меняет обычную технику передачи страха и ужаса. Вместо того, чтобы нарушать законы науки сверхъестественными средствами и тем самым порождать страх, он создает чувство ужаса, показывая, что здравомыслящие взгляды на физику и природу (то есть старые взгляды Ньютона) являются утешительной фантазией. Напротив, противоречащая здравому смыслу «новая физика», истинная научная реальность, является источником ужаса.

## Расположение
Лавкрафт поместил Р’льех в 47° 9' южной широты и 126° 43' западной долготы в южной части Тихого океана. Однако Август Дерлет, протеже Лавкрафта и основатель понятия «Мифы Ктулху», утверждает в рассказе «Черный остров» (1952), что Р'льех расположен на 49° 51' южной широты и 128° 34' западной долготы. Обе точки расположены на юге Тихого океана, поблизости от Южно-Тихоокеанского поднятия и т. н. «точки Немо». По координатам Дерлета город находится примерно в 5100 морских милях (9400 км) от настоящего острова Понапе (Понпеи). Оба места расположены недалеко от Тихоокеанского полюса недоступности (48°52,6′ ю.ш. и 123°23,6′ з.д.), точки в океане, наиболее удаленной от суши.
Дерлет пишет в другом рассказе, «Нечто из дерева», что Р'льех может находится в Атлантическом океане, а не в Тихом океане. В рассказе «Печать Р'льеха» Дерлет заходит еще дальше и предполагает, что Р'льех может быть огромным затонувшим континентом в форме кольца, который простирается от южной части Тихого океана до атлантического побережья Массачусетса.

## Возможная реальность Р’льеха
Летом 1997 года подводные акустические сенсоры несколько раз зафиксировали чрезвычайно громкий ультранизкочастотный звук, получивший название Bloop. Исследования показали, что источник звука расположен примерно по координатам 50° ю. ш. 100° з. д.. По общему характеру звук походил на произведённый животным, которое должно было иметь гигантские размеры, гораздо больше голубого кита, однако оказался звуком раскалывающихся айсбергов.

## Другие авторы
Алан Мур создал серии комиксов «Neonomicon» и «Providance» по мотивам работ Лавкрафта. Мур пишет, что в манере свойственной для неевклидовой геометрии, такая сущность как Ктулху в Р'льех еще не существуют в физическом смысле. «Мертвые сны» Р'льеха и Ктулху можно представить в виде метафоры эмбрионального развития Ктулху в утробе людской женщины, детектива и сектантки, которую оплодотворила мужская особь Глубоководного, когда она находилась в плену. Как и в случае с Антихристом, утверждается, что неизбежное «возвращение» Ктулху, чтобы уничтожить цивилизацию и освободить человечество от верховенства закона, начнется с его физического рождения.
Брайан Ламли часто ссылается на Р'льех и р'льехский язык в книге «Cthaat Aquadingen». В серии «Титус Кроу» говорится, что общая площадь Р’льех оценивается примерно в полмиллиона квадратных миль.
Чарльз Стросс в романе «Очень холодная война» предполагает, что Р'льех находится в Балтийском море, описывая Ктулху как «выдранного из гнезда среди затонувших обломков города на дне Балтийского моря».
Ник Маматас в романе «Под землей» пишет, что Р'льех находится у побережья Калифорнии.

## Примечание
1. ↑  Weird Tales v11n02 [1928-02]. — 1928-02.
2. ↑  H. P. Lovecraft, "The Call of Cthulhu" (1928)
3. ↑  Tippett, Benjamin K (2012). "Possible Bubbles of Spacetime Curvature in the South Pacific". arXiv:1210.8144 [physics.pop-ph].
4. ↑  Paul Halpern, Michael LaBossiere. Mind Out of Time: Identity, Perception, and the Fourth Dimension in H. P. Lovecraft's "The Shadow Out of Time" and "The Dreams in the Witch House" (англ.) // Extrapolation. — 2009-01. — Vol. 50, iss. 3. — P. 512–533. — ISSN 0014-5483. — doi:10.3828/extr.2009.50.3.8.
5. ↑  Derleth, A. The Black Island (1952)
6. ↑  Bloop. Дата обращения: 28 ноября 2012. Архивировано 29 мая 2013 года.
7. ↑  Acoustics Monitoring Program — Icequakes (Bloop). // Pmel.noaa.gov. Дата обращения: 11 сентября 2019. Архивировано 25 февраля 2020 года.